# Arrêt de bus
Pour les articles homonymes, voir Arrêt.
Ne doit pas être confondu avec Aubette (abri) ou Abribus.

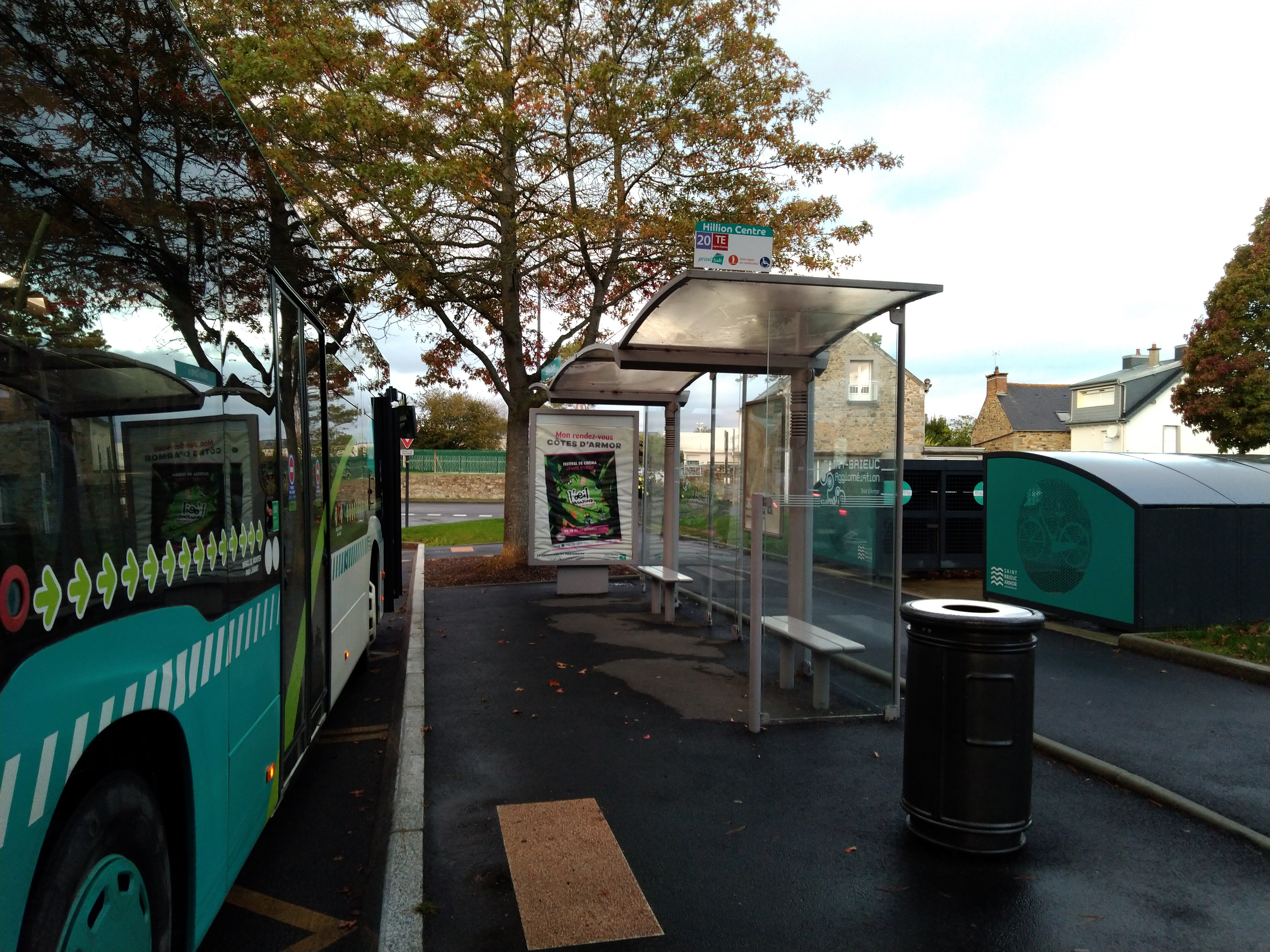
Un arrêt du bus surélevé comprenant : un abribus double, des bancs, une poubelle et un garage à vélos.

Un arrêt de bus est un aménagement sur une voirie, placé sur les trottoirs, au niveau duquel les autobus intra-urbains et les autocars inter-urbains du transport public s'arrêtent pour permettre aux usagers de monter et de descendre du véhicule. L'arrêt de bus trouve des équivalents dans les autres formes de transport en commun : station de tramway, station de métro, gare ferroviaire et gare de funiculaire.

## Types

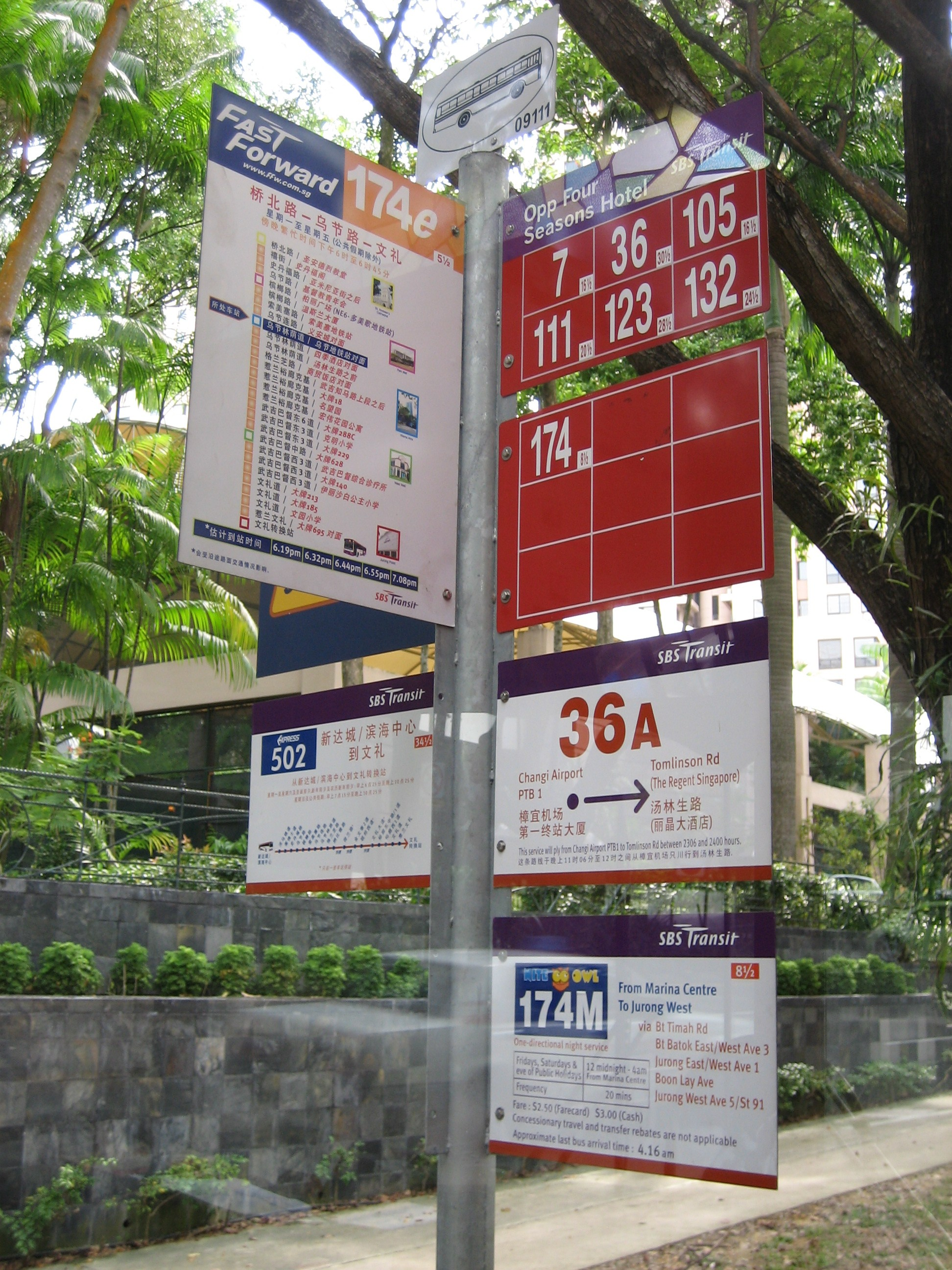
Arrêt de bus à Singapour, avec inscription dans les différentes langues officielles

L'arrêt de bus peut se réduire à un poteau d'arrêt indiquant les lignes desservant cet arrêt, avec les horaires des passages et leur tracé schématique. 
Faisant partie du mobilier urbain, il peut comporter un abri (aubette, Abribus) contre les intempéries, qui permet d'afficher, outre les horaires, un plan de réseau, d'y disposer des sièges, une poubelle, voire un téléphone public.
Lorsqu'un arrêt de bus permet d'effectuer des correspondances et qu'il est de taille importante, fournissant par exemple d'autres services, on parle de gare routière ou de pôle d'échanges dans son appellation moderne.
Pour les autocars, suivant le contexte, on parle de point d'arrêt, ou de halte routière.

## Évolution

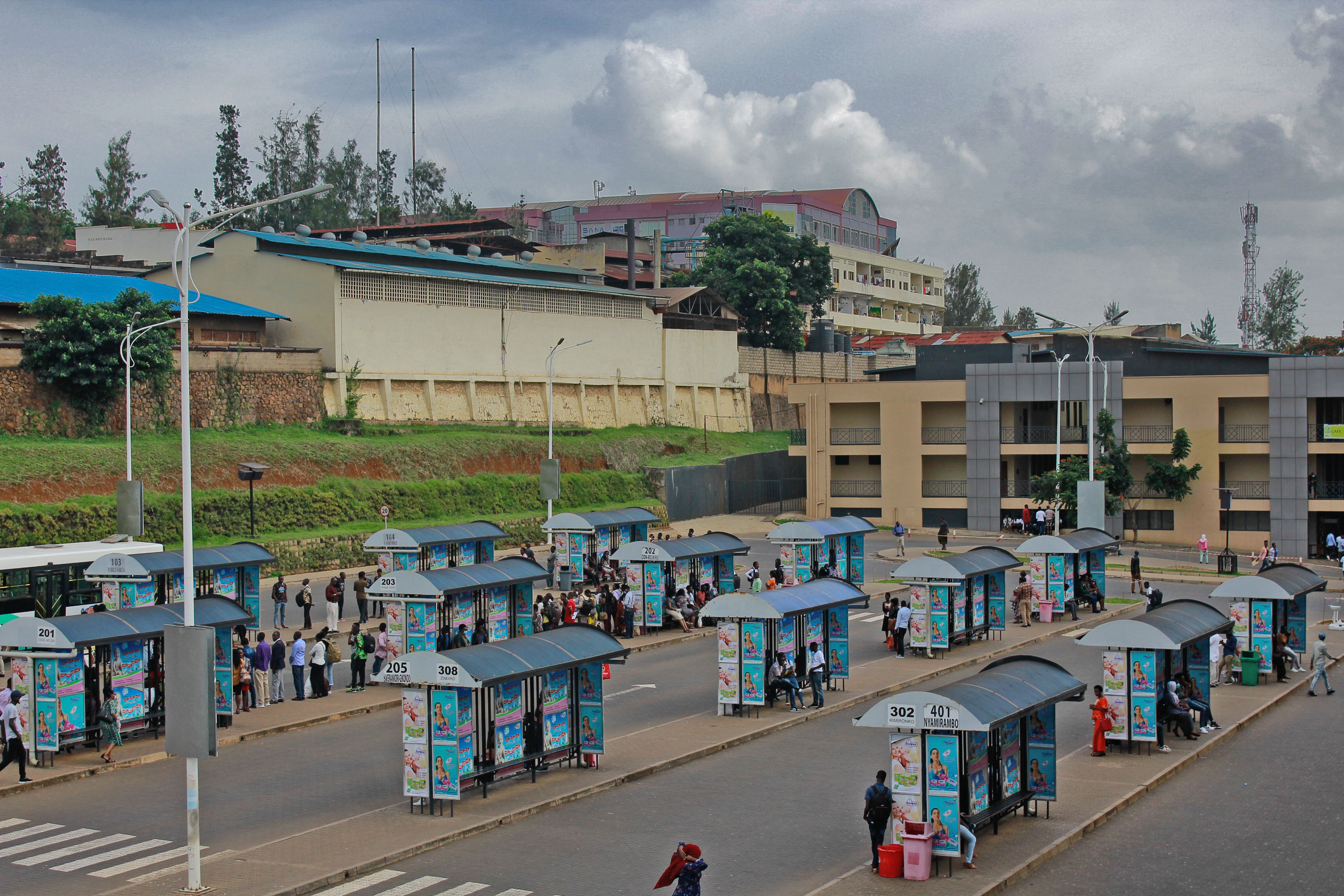
Arrêts de bus en batterie au Rwanda (2020).

Les quais d'arrêts de bus sont désormais souvent surélevés, permettant ainsi aux personnes à mobilité réduite de monter plus facilement dans les autobus équipés de planchers plats. Ils possèdent également dans les réseaux de taille importante, des systèmes d'informations lumineux (temps d'attente et horaires proches de passage des bus...) mis à jour informatiquement par les sociétés exploitantes.
La ville de Dubaï a été la première au monde à se doter d'abris fermés, permettant une régulation de la température (en climatisant le local fermé) ainsi qu'une meilleure protection contre les intempéries. Ces abris doivent être équipés de bornes Wi-Fi.

## Marquage au sol en signalisation routière

Ligne zigzag (marque 6.21, Suisse)

En France et en Suisse, l'emplacement sur la voie, correspondant à l'arrêt de bus, est matérialisé par une ligne zigzag de couleur jaune.

### Sources et liens externes
Nathanaël Gobenceaux, « De la pratique d’un arrêt de bus », sur EspacesTemps.net, 19 juillet 2007